# San Luis (Pampanga)
Pour les articles homonymes, voir San Luis.
San Luis est une municipalité des Philippines située dans l'est de la province de Pampanga, sur l'île de Luçon.

## Subdivisions
San Luis est divisée en 17 barangays, tous nommés d'après des saints catholiques, comme la municipalité elle-même :
- San Agustin
- San Carlos
- San Isidro
- San Jose
- San Juan
- San Nicolas
- San Roque
- San Sebastian
- Santa Catalina
- Santa Cruz Pambilog
- Santa Cruz Poblacion
- Santa Lucia
- Santa Monica
- Santa Rita
- Santo Niño
- Santo Rosario
- Santo Tomas